# Villanova (Fossalta di Portogruaro)
Villanova è il nome di due frazioni del comune di Fossalta di Portogruaro, nella città metropolitana di Venezia, che sono fra loro attigue e prendono un'ulteriore denominazione dal santo patrono della propria chiesa principale: Villanova Sant'Antonio e Villanova Santa Margherita.

## Storia
Il celebre architetto romano Vitruvio, al tempo di Augusto, scriveva che le città di Altino, Ravenna, Aquileia, e gli altri municipi che si trovavano in quei luoghi, erano circondati da paludi. Anche il territorio a sud di Concordia era interessato da questi fenomeni, e perciò inabitato, a differenza del territorio settentrionale, oggetto di un'ordinata centuriazione. Ma la grande bonifica idraulica della prima metà del I sec. d.C. coinvolse anche la zona a sud e a est di Concordia, dove si costituirono vasti possedimenti agrari e degli abitati. L'area ha fornito numerosi ritrovamenti archeologici di epoca romana, fra cui un tesoretto composto  da denari in argento di epoca repubblicana; 260 monete sono oggi custodite nel vicino Museo archeologico nazionale concordiese di Portogruaro.
Nel Medioevo i vescovi di Concordia eressero qui il castello di Mocumbergo, infeudato prima ai signori di Varmo e poi agli Squarra, feudatari del vicino castello di Fratta. Il castello ebbe una vita piuttosto breve, a causa dalle mutate esigenze militari e dall'avanzata delle acque paludose, che resero l’area poco salubre e inadatta all'insediamento umano.
L'area fu nuovamente bonificata agli inizi del XX sec. Ma è con Gaetano Marzotto Jr. negli anni cinquanta che Villanova ebbe la sua maggiore fortuna economica: egli destinò crescenti risorse finanziarie alla valorizzazione della tenuta di Villanova-Portogruaro, da cui nacque una conglomerata tessile, agroalimentare (Cantine Santa Margherita) e vetraria (Industrie Zignago).

## Geografia fisica

### Territorio
Con il toponimo "Villanova" si indicano oggi due località nella parte meridionale del comune di Fossalta di Portogruaro. Per distinguere l'abitato più antico da quello più recente si usa indicare il primo con il nome di Villanova Sant’Antonio e il secondo come Villanova Santa Margherita. Nel nucleo originario del paese si trova una quercia secolare, dichiarata monumento naturalistico d’interesse nazionale. Con la vicina chiesa dedicata a sant'Antonio abate, la quercia indicava il luogo dove si radunava La chiesiola in Villa Nova in una mappa del 1763. L'edificio sacro ha origini molto antiche, essendo citato già nel XIV sec. La chiesa di Santa Margherita regina è invece più recente: la prima pietra fu posta nel 1912 e fu aperta al culto nel 1935.